# World Poker Tour (stagione 2)
Di seguito compaiono i risultati della seconda stagione del World Poker Tour (2003–2004).

## Risultati

### Grand Prix de Paris
- Casinò: Aviation Club de France, Parigi [1], Francia
- Buy-in: €10 000
- Data: 10 - 13 luglio, 2003
- Iscritti: 96
- Montepremi complessivo: €894 400 (US$1,028,826)
- Posti pagati: 9

| Posizione | Nome                  | Premio              |
| --------- | --------------------- | ------------------- |
| 1°        | David Benyamine       | €357 200 ($410,886) |
| 2°        | Jan Boubli            | €178 000 ($205,443) |
| 3°        | George Paravoliasakis | €134 000 ($154,140) |
| 4°        | Jamie Posner          | €80 500 ($92,599)   |
| 5°        | Erick Lindgren        | €53 600 ($61,656)   |
| 6°        | Lee Salem             | €35 700 ($41,066)   |

### Legends of Poker
- Casinò: Bicycle Casino, Los Angeles [1], California
- Buy-in: $5 000
- Data: 1 - 3 settembre 2003
- Iscritti: 309
- Montepremi complessivo: $1,545 000
- Posti pagati: 27
- Mano vincente: 9-7

| Posizione | Nome           | Premio   |
| --------- | -------------- | -------- |
| 1°        | Mel Judah      | $579 375 |
| 2°        | Paul Phillips  | $293 550 |
| 3°        | T.J. Cloutier  | $146 775 |
| 4°        | Chip Jett      | $100,425 |
| 5°        | Farzad Bonyadi | $69 525  |
| 6°        | Phil Laak      | $54 075  |

### Borgata Poker Open
- Casinò: Borgata, Atlantic City [1], New Jersey
- Buy-in: $5 000
- Data: 20 - 22 settembre, 2003
- Iscritti: 235
- Montepremi complessivo: $1,175 000
- Posti pagati: 18

| Posizione | Nome             | Premio   |
| --------- | ---------------- | -------- |
| 1°        | Noli Francisco   | $470 000 |
| 2°        | Charlie Shoten   | $235 000 |
| 3°        | David Oppenheim  | $117 500 |
| 4°        | Carlos Mortensen | $70 500  |
| 5°        | Mickey Seagle    | $52,875  |
| 6°        | Randy Burger     | $41 125  |

### Ultimate Poker Classic
- Casinò: Radisson Aruba Resort & Casino, Palm Beach, Aruba [1]
- Buy-in: $4 000
- Data: 18 ottobre, 2003
- Iscritti: 436
- Montepremi complessivo: $1,697 460
- Posti pagati: 20

| Posizione | Nome           | Premio   |
| --------- | -------------- | -------- |
| 1°        | Erick Lindgren | $500 000 |
| 2°        | Daniel Larsson | $300,745 |
| 3°        | Anthony Fagan  | $194,230 |
| 4°        | Barry Shulman  | $112,780 |
| 5°        | Ted Harrington | $68,920  |
| 6°        | Rick Casper    | $43,860  |

### World Poker Finals
- Casinò: Foxwoods Casino Resort, Mashantucket, Connecticut [1]
- Buy-in: $10 000
- Data: 14 - 16 novembre 2003
- Iscritti: 313
- Montepremi complessivo: $3,155 000
- Posti pagati: 27

| Posizione | Nome                    | Premio     |
| --------- | ----------------------- | ---------- |
| 1st       | Hoyt Corkins            | $1,089 200 |
| 2°        | Mohamed Ibrahim         | $563 400   |
| 3°        | Phil Hellmuth           | $281 700   |
| 4°        | Chris Ackerman          | $226 925   |
| 5°        | Vellaisamy Senthilkumar | $164,325   |
| 6°        | Brian Haveson           | $117 375   |

### Five Diamond World Poker Classic
- Casinò: Bellagio, Las Vegas [1], Nevada
- Buy-in: $10 000
- Data: 15 - 18 dicembre 2003
- Iscritti: 314
- Montepremi complessivo: $3,044 750
- Posti pagati: 36

| Posizione | Nome          | Premio     |
| --------- | ------------- | ---------- |
| 1st       | Paul Phillips | $1,101,908 |
| 2°        | Dewey Tomko   | $552,853   |
| 3°        | Gus Hansen    | $276,426   |
| 4°        | Abe Mosseri   | $174,585   |
| 5°        | Tino Lechich  | $130,940   |
| 6°        | Mel Judah     | $101,842   |

### PokerStars Caribbean Poker Adventure
- Buy-in: $7 500 [1]
- Data: 25 gennaio 2004
- Iscritti: 221
- Montepremi complessivo: $1,657,501
- Posti pagati: 27

| Posizione | Nome              | Premio   |
| --------- | ----------------- | -------- |
| 1°        | Gus Hansen        | $455,780 |
| 2°        | Hoyt Corkins      | $290,065 |
| 3°        | Daniel Negreanu   | $192 270 |
| 4°        | Michael Benedetto | $132 600 |
| 5°        | John D'Agostino   | $99 450  |
| 6°        | Remco Schrijvers  | $74,590  |

### World Poker Open
- Casinò: Horseshoe Casino & Hotel, Tunica, Mississippi [1]
- Buy-in: $10 000
- Data: 26 - 29 gennaio 2004
- Iscritti: 367
- Montepremi complessivo: $3,455 050
- Posti pagati: 27

| Posizione | Nome             | Premio     |
| --------- | ---------------- | ---------- |
| 1°        | Barry Greenstein | $1,278,370 |
| 2°        | Randy Jensen     | $656 460   |
| 3°        | James Tippin     | $328,230   |
| 4°        | Chip Reese       | $207,304   |
| 5°        | Can Kim Hua      | $155,477   |
| 6°        | Tony Hartmann    | $120,927   |

### L.A. Poker Classic
- Casinò: Commerce Casino, Los Angeles, California [1]
- Buy-in: $10 000
- Data: 21 - 24 febbraio 2004
- Iscritti: 382
- Montepremi complessivo: $3,781 500
- Posti pagati: 27

| Posizione | Nome               | Premio     |
| --------- | ------------------ | ---------- |
| 1°        | Antonio Esfandiari | $1,399,135 |
| 2°        | Vinnie Vinh        | $718,485   |
| 3°        | Mike Keohan        | $359,245   |
| 4°        | Bill Gazes         | $226,890   |
| 5°        | Adam Schoenfeld    | $170,170   |
| 6°        | David Benyamine    | $132,355   |

### Bay 101 Shooting Star
- Casinò: Bay 101, San Jose, California [1]
- Buy-in: $5 000
- Data dal 3 - 5 marzo 2004
- Iscritti: 243
- Montepremi complessivo: $1 125 000
- Posti pagati: 27

| Posizione | Nome             | Premio   |
| --------- | ---------------- | -------- |
| 1°        | Phil Gordon      | $360 000 |
| 2°        | Chris Moneymaker | $200 000 |
| 3°        | Masoud Shojaei   | $103 300 |
| 4°        | Scott Wilson     | $79 800  |
| 5°        | Susan Kim        | $68 400  |
| 6°        | Mark Mache       | $57 000  |

### PartyPoker Million
- Buy-in: $7 000 (Limit Hold'em) [1]
- Data: 13 - 18 marzo 2004
- Iscritti: 546
- Montepremi complessivo: $3,822 000
- Posti pagati: 90

| Posizione | Nome              | Premio   |
| --------- | ----------------- | -------- |
| 1°        | Erick Lindgren    | $1 000   |
| 2°        | Daniel Negreanu   | $675,178 |
| 3°        | Chris Hinchcliffe | $441,463 |
| 4°        | Steve Zolotow     | $259,684 |
| 5°        | Barry Greenstein  | $194,763 |
| 6°        | Scotty Nguyen     | $129,842 |

### World Poker Challenge
- Casinò: Reno Hilton, Reno, Nevada [1]
- Buy-in: $5 000
- Data: 30 marzo - 1º aprile 2004
- Iscritti: 342
- Montepremi complessivo: $1,658 700
- Posti pagati: 27

| Posizione | Nome         | Premio   |
| --------- | ------------ | -------- |
| 1°        | Mike Kinney  | $629,469 |
| 2°        | Paul Clark   | $310,403 |
| 3°        | Harry Knopp  | $155,202 |
| 4°        | Peter Muller | $98,022  |
| 5°        | Tony Bloom   | $73,517  |
| 6°        | Young Phan   | $57,180  |

### WPT Championship
- Casinò: Bellagio, Las Vegas [1], Nevada
- Buy-in: $25 000
- Data: 19 - 23 aprile 2004
- Iscritti: 343
- Montepremi complessivo: $8,342 000
- Posti pagati: 50

| Posizione | Nome              | Premio     |
| --------- | ----------------- | ---------- |
| 1°        | Martin De Knijff  | $2,728,356 |
| 2°        | Hasan Habib       | $1,372,223 |
| 3°        | Matt Matros       | $706,903   |
| 4°        | Richard Grijalva  | $457,408   |
| 5°        | Russell Rosenblum | $332,660   |
| 6°        | Steve Brecher     | $232,862   |